# Ludowy Związek Kobiet
Ludowy Związek Kobiet – konspiracyjna organizacja ruchu ludowego powstała w czasie II wojny światowej.

## Opis
Związek powstał w styczniu 1942 r., zajmując się obsługiwaniem konspiracyjnej sieci łączności, kolportażem wydawnictw Centralnego Kierownictwa Ruchu Ludowego „Roch” i Batalionów Chłopskich, oraz opieką nad rodzinami pomordowanych i więzionych przez Niemców. Organizacja zajmowała się również zaopatrywaniem w żywność niektórych oddziałów BCh i prowadziła pracę kulturalno-oświatową.
Na szczeblu centralnym utworzono 9 wydziałów:
- organizacyjny
- spółdzielczo-gospodarczy
- propagandowy
- pracy i wydawnictw
- dziecka
- zdrowia i opieki społecznej
- kształcenia kobiet
- Zielonego Krzyża
- prawny

## Członkowie
Organizacja liczyła około 12 tys. kobiet, z czego 8 tys. działało w Zielonym Krzyżu.

## Upamiętnienie
W 2019 w Warszawie u zbiegu ul. Czernikowskiej i al. Polski Walczącej odsłonięto pomnik Żołnierzy Batalionów Chłopskich i Ludowego Związku Kobiet.